# Саут-Бристоль (Нью-Йорк)
Саут-Бристоль (англ. South Bristol) — місто (англ. town) в США, в окрузі Онтаріо штату Нью-Йорк. Населення — 1641 особа (2020).

## Демографія
Згідно з переписом 2010 року, у місті мешкало 1590 осіб у 705 домогосподарствах у складі 485 родин. Було 1342 помешкання
Расовий склад населення:
| - 97,9 % — білих - 0,3 % — азіатів - 0,2 % — чорних або афроамериканців - 0,1 % — вихідців з тихоокеанських островів |

До двох чи більше рас належало 1,4 %. Частка іспаномовних становила 1,5 % від усіх жителів.
За віковим діапазоном населення розподілялося таким чином: 17,6 % — особи молодші 18 років, 63,5 % — особи у віці 18—64 років, 18,9 % — особи у віці 65 років та старші. Медіана віку мешканця становила 51,2 року. На 100 осіб жіночої статі у місті припадало 100,3 чоловіків;  на 100 жінок у віці від 18 років та старших — 96,1 чоловіків також старших 18 років.
Середній дохід на одне домашнє господарство  становив 99 519 доларів США (медіана — 72 386), а середній дохід на одну сім'ю — 116 274 долари (медіана — 80 625). Медіана доходів становила 60 694 долари для чоловіків та 50 729 доларів для жінок. За межею бідності перебувало 9,4 % осіб, у тому числі 29,2 % дітей у віці до 18 років та 3,9 % осіб у віці 65 років та старших.
Цивільне працевлаштоване населення становило 845 осіб. Основні галузі зайнятості: освіта, охорона здоров'я та соціальна допомога — 23,8 %, виробництво — 15,3 %, науковці, спеціалісти, менеджери — 10,3 %, мистецтво, розваги та відпочинок — 9,5 %.